# 塔威塔威省

塔威塔威省

塔威塔威省（英語：Tawi-Tawi），是菲律宾民答那峨島外海南部的一個省，也是菲律賓最南的省份，由苏禄群岛西南部的一些岛屿所组成，与馬來西亞沙巴州和印尼東加里曼丹省共享海域，卡加延德塔威塔威島（Cagayan de Tawi-Tawi Island ）及龜島（Turtle Islands）離馬來西亞沙巴州僅20公里。

該省下辖有11个自治市，首府为崩高（Bongao and Panglima Sugala）。

## 簡介
塔威塔威原為蘇祿省的一部份，於1973年9月11日依總統令302號獨立設省，省會設在崩高。
塔威塔威名推測來自馬來語的 "jauh" 意為遠。
塔威塔威下轄11個鎮（municipality）及203個村（barangay）:
Bongao為政治信仰及文化中心.
Languyan
Mapun (Cagayan De Tawi-Tawi or Cagayan de Sulu)
Panglima Sugala.
Sapa-Sapa
Sibutu
Simunul
Sitangkai為最南鎮。
South Ubian
Tandubas
Turtle Islands 
大多數的鎮都位在蘇祿Archipelago的島上， Mapun, and Turtle Islands兩個鎮則位在加祿海。
- 隸屬地區：民答那峨穆斯林自治区
- 時區：GMT+8
- 使用語言：英語、他加祿語、宿霧語
- 人口：366,550人[1]
- 面積：1,197 平方公里
- 島嶼：107 島
- 氣候：只有乾溼季之分，最濕的月份從8月到11月 ，其他月份則為常乾月份。
- 語言：Bahasa Sama 。
- 經濟：農業漁業及agar-agar養殖業。
- 交通：空運為Sanga-Sanga機場，Bongao，三寶顏到塔威塔威，宿霧太平洋航空和菲律宾航空。海運為從Bongao可到馬來西亞的仙本那（Semporna）的Filipino archipelago